# Корсунка (Звенигородський район)
Ко́рсунка — село в Україні, у Тальнівській міській громаді, Звенигородського району Черкаської області. У селі мешкало понад 500 осіб у 2016 році.

## Історія
- Село постраждало внаслідок геноциду українського народу, проведеного окупаційним урядом СССР 1932—1933 та 1946–1947 роках.

## Відомі люди
Драглюк Петро Іванович — учасник німецько-радянської війни, нагороджений медалями «За взяття Варшави», «За взяття Берліна», «За перемогу над Німеччиною».